# Метражная камера
Метра́жная ка́мера — разновидность съёмочных камер, оправа объектива которых может перемещаться для фокусировки, но вспомогательные устройства для точного определения расстояния до снимаемого объекта (дальномер, матовое стекло, зеркальный обтюратор) отсутствуют. Наводка на резкость в таких камерах осуществляется по шкале расстояний (метража), нанесённой на оправу объектива. 
При этом расстояние до объекта съёмки может определяться на глаз или измеряться с помощью рулетки. Такой способ неудобен или обеспечивает низкую точность, но возможен при использовании сравнительно короткофокусной оптики с большой глубиной резкости. В фотографии аппаратура такого типа чаще всего называется шкальный фотоаппарат.

## Историческая справка
Киносъёмочная аппаратура первых лет кинематографа не оснащалась фокусировочными устройствами, и наводка производилась по шкалам вплоть до появления в 1912 году камеры «Bell & Howell 2709» со сдвижным матовым стеклом, по которому перед съёмкой можно было точно сфокусировать объектив. 
Небольшим размерам «немого», и особенно «классического» кинокадра, соответствовали сравнительно короткофокусные объективы, допускающие невысокую точность фокусировки по шкалам. Лёгкие ручные камеры строились по метражному принципу вплоть до начала 1950-х годов. Наиболее известным примером этого можно считать хроникальный аппарат «Аймо» и его советские аналоги «КС-4» и «КС-5». Большой размер кадра фотоаппаратов первых десятилетий и малая глубина резкости нормальных объективов требовали точной фокусировки по матовому стеклу или с помощью дальномера. Метражный принцип стал возможен лишь в малоформатной аппаратуре с небольшой диагональю кадрового окна и фокусными расстояниями объективов, характерными для 35-мм кинокамер. Одним из первых шкальных фотоаппаратов стала камера «Leica I», выпускавшаяся с 1925 года. Однако, для профессиональной съёмки, требующей повышенной резкости, модель комплектовалась съёмным дальномером.
Несмотря на то, что дальнейшее совершенствование малоформатной и полуформатной аппаратуры привело к появлению встроенного дальномера и других аналогичных приспособлений, появился целый класс простых фотоаппаратов, оснащённых несменным короткофокусным объективом со шкалой расстояний. Небольшой размер кадра шкальных камер позволял упростить фокусировку, иногда заменяя метражную шкалу символами «портрет», «групповой портрет» и «пейзаж». С появлением автофокуса шкальная аппаратура уступила место дешёвым автоматизированным «мыльницам», а в цифровой технике потребительского уровня из-за миниатюрных размеров матриц более распространён объектив типа фикс-фокус. Метражные любительские кинокамеры были вытеснены видеокамерами, фокусирующимися по изображению электронного видоискателя.

## Особенности устройства
Несмотря на низкую точность фокусировки, шкальная аппаратура превосходит по качеству изображения аналоговые простейшие камеры с объективом типа фикс-фокус. Жёсткая установка несменного объектива невысокой светосилы позволяет использовать недорогие центральные затворы или совмещённый затвор-диафрагму, как это сделано в камерах «Агат-18» и «ЛОМО Компакт-Автомат». Чаще всего в шкальной фотоаппаратуре используются несложные типы объективов — «Триплет» или «Тессар» («Индустар») с фокусным расстоянием, не превышающим 40—45 мм. 
Традиционно используется телескопический или простейший рамочный видоискатель, а встроенный экспонометр отсутствует. Такие технические решения позволяют максимально удешевить шкальную аппаратуру, сделав её доступной широкому кругу фотолюбителей. Для таких фотоаппаратов характерно использование примитивного механизма транспортировки фотоплёнки, раздельного со взводом затвора. Самое известное семейство советских шкальных фотоаппаратов «Смена» было наиболее доступным по цене: модель 8М стоила всего 15 рублей. В узкоплёночных любительских кинокамерах из-за миниатюрных размеров кадра метражный принцип применялся реже, чем объективы типа фикс-фокус, однако в СССР выпускались камеры «Нева» и «Нева-2» со шкальной фокусировкой.
Наряду с простыми любительскими фотоаппаратами шкальный тип фокусировки использовался и в более дорогой аппаратуре. Отсутствие оптических фокусировочных устройств позволяет сделать камеру максимально компактной и лёгкой, а точная наводка во многих случаях не требуется. Для таких моделей характерны сложные высококачественные объективы («Гелиос-89» на фотоаппарате «ФЭД-Микрон») и даже сменная оптика («Чайка-2», «Чайка-2М», «Чайка-3», «Заря», Robot). С развитием микроэлектроники стали появляться полуавтоматические («Восход») и автоматические шкальные фотоаппараты («Вилия-авто» — программный автомат, «Орион-ЕЕ» — приоритет выдержки, «Силуэт-электро» — приоритет диафрагмы).
Известны примеры выпуска разных модификаций аппаратуры в дальномерном и шкальном исполнениях. Среди них советские малоформатные фотоаппараты «Зоркий-10» и «Зоркий-11», а также «ФЭД-2» и «Заря». Аналогичным образом отличаются конструктивно близкие двухобъективный зеркальный «Любитель» и шкальный «Комсомолец».